# Cheryl Lynn Eaton
Cheryl Lynn Eaton es una guionista de cómic estadounidense, conocida por su trabajo en la miniserie Black Panther: Blood Hunt, así como en las historias de A-Force para la linea de webcómic Marvel's Voices Infinity Comic, ambas para la editorial Marvel Comics.

## Carrera
Cheryl Lynn Eaton inició su activismo en el mundo del cómic en 2007, año en el que fundó la Ormes Society (en) (en homenaje a la pionera del cómic Jackie Ormes), un grupo de apoyo online que buscaba promover el trabajo de las autoras negras dentro del cómic.
En agosto de 2023, la editorial Marvel Comics publicó la antología Marvel's Voices: Spider-Verse, compuesta por diferentes historias centradas en personajes del spiderverso. Dentro de esta antología Cheryl publicó la historia «Recluse Endangerment», ilustrada por Julian Shaw, en la que además introdujo una nueva heroína en el universo Marvel, llamada Reclusa.
Ese mismo año Cheryl fue también una de los muchos autores presentes en la antología New Talent Showcase: The Milestone Initiative, perteneciente al sello editorial Milestone Media y publicada en agosto de 2023, que buscaba presentar a los lectores a toda una nueva generación de autores que, según se anunciaba, serían el futuro de la industria del cómic.
En enero de 2024 se incorporó como guionista del webcómic Marvel's Voices Infinity Comic, centrada en el equipo femenino A-Force (publicado en español como Fuerza V), y centrado en la heroína Singularidad, contando además con personajes como Tormenta, Dazzler y Nico Minoru. Ese mismo mes fue anunciada como una de los autores de la antología DC Power, publicada en marzo de ese mismo año por la editorial DC Comics y que buscaba dar voz a autores de cómic negros y afrodescendientes. En junio de 2024 Marvel comenzó a publicar la miniserie Black Panther: Blood Hunt, guionizada por Eaton e ilustrada por Farid Karami.
Fue también una de los varios autores de cómic involucrados en la antología Stop Project 2025, que buscaba informar de las políticas negativas del candidato presidencial Donald Trump, buscando convencer a los lectores de no votar por el candidato republicano. Junto a ella colaboraron grandes nombres de la industria del cómic estadounidense como Matt Fraction, Greg Pak, Jeff Parker, Greg Rucka y Mark Russell, así como autoras femeninas como Laurenn McCubbin y Lilah Sturges.

## Obras
- Bitch Planet: Triple Feature #1 (junio de 2017)
- Batman Secret Files #1 (diciembre de 2018)
- Marvel's Voices Infinity Comic #26 (webcómic, noviembre de 2022)
- Thor #31 (abril de 2023)
- Carnage Reigns: Alpha (julio de 2023)
- Marvel’s Voices: Spider-Verse (antología, junio de 2023)[3]
- New Talent Showcase: The Milestone Initiative (antología, agosto de 2023)[4]
- Who Is... Monica Rambeau Infinity Comic (webcómic, noviembre de 2023)
- Marvel's Voices Infinity Comic #85-94 (webcómic, enero a marzo de 2024)
- Marvel Zombies: Black, White & Blood #3 (febrero de 2024)
- DC Power 2024 (antología, marzo de 2024)[9]
- Black Panther: Blood Hunt #1-3 (julio a septiembre de 2024)[10]